# Pseudanthium
Ein Pseudanthium (griechisch „falsche Blüte“) ist eine besondere Form einer Infloreszenz, in der mehrere kleine, stark reduzierte Blüten zu einem neuen, blütenartigen Gebilde, einer Scheinblüte oder Überblume, zusammengefasst sind. Unterhalb der Einzelblüten befindet sich der Blütenboden, das Blütenlager (Clinanthium, Phoranthium) der einzelnen Blüten, die zusammen das Blütenkörbchen (Calathium, Anthodium) bilden. Darunter befinden sich Hochblätter oder Brakteen (Phyllarien, Involucralblätter), die frei oder verwachsen sein können. In ihrer Gesamtheit werden sie Hüllkelch (Involucrum; lateinisch: „Umhüllung“) genannt. Dieses Involucrum kann zur Schaufunktion des Pseudanthiums beitragen, z. B. bei Cornus kousa oder den Golddisteln (Carlina).
Pseudanthien sind ein wesentliches Charakteristikum der großen Blütenpflanzenfamilie der Korbblütler (Asteraceae). In der größten Unterfamilie, den Asteroideae, zu der das Gänseblümchen und die Sonnenblume gehören, stellen meistens zygomorphe Randblüten, meistens Zungenblüten, den Schauapparat, während zentral die in der Regel radiärsymmetrischen Röhrenblüten sitzen. Bekannt sind auch die scheinblütigen Fruchtverbände der Feigen, hier ist der fleischige und krugförmige Blütenboden zu einem Sykonium (Hypanthodium) ausgebildet, in dem die Blüten sitzen, verwandt ist das flache Coenanthium der Dorstenien.

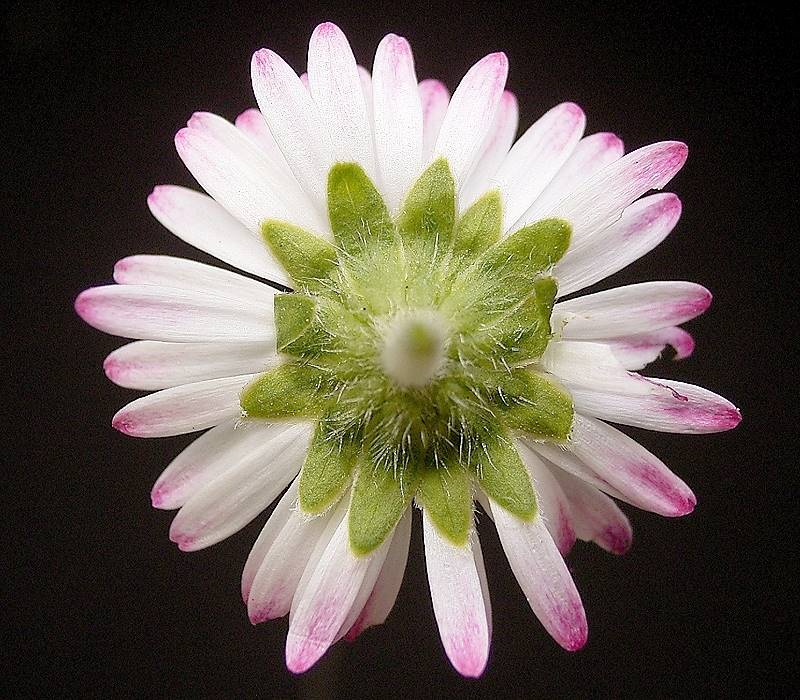
Pseudanthium des Gänseblümchens (Bellis perennis) in Rückansicht: Die Brakteen bilden ein tellerförmiges Involucrum
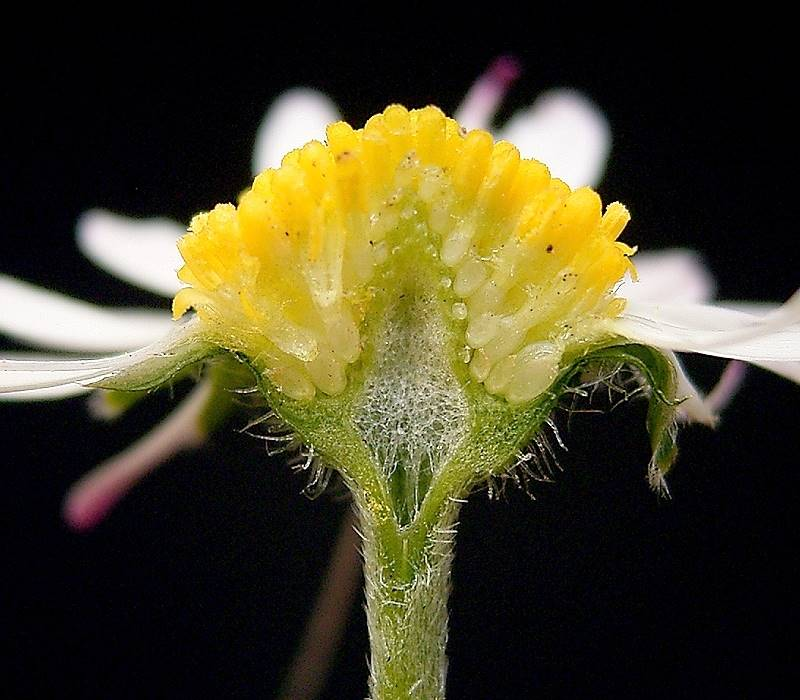
Längsschnitt durch ein Pseudanthium von Bellis perennis mit erkennbaren Einzelblüten
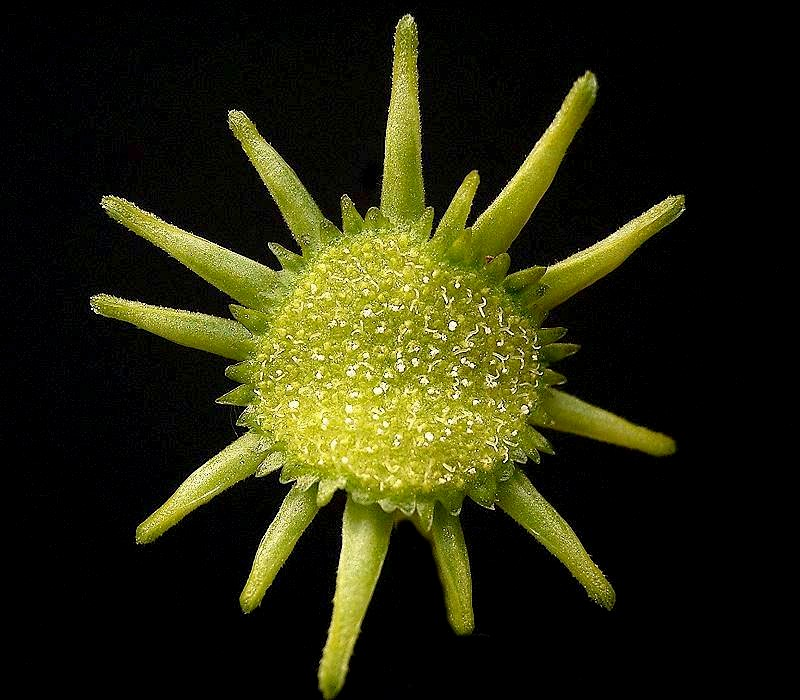
Pseudanthium der Dorstenia hildebrandtii mit strahlenförmigen Brakteen
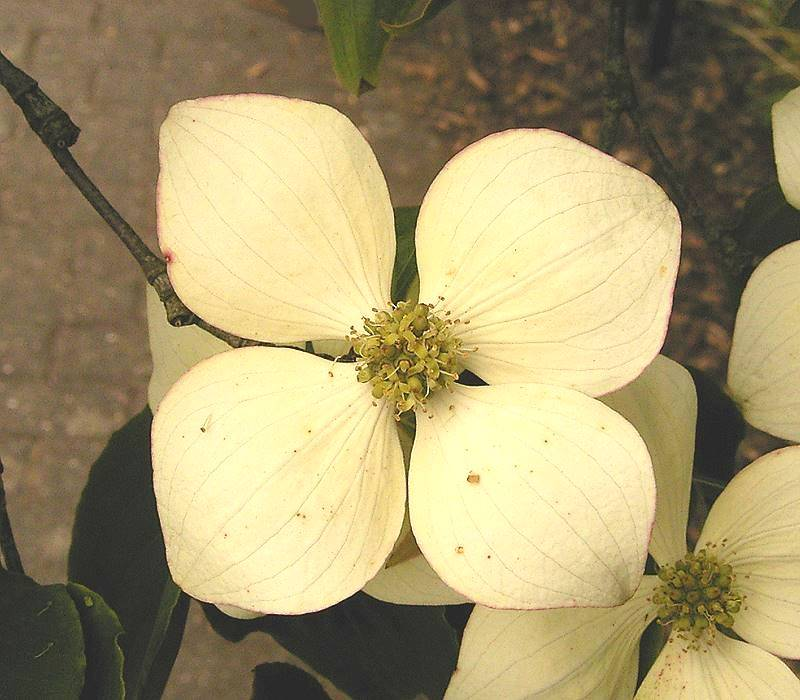
Pseudanthium des Asiatischen Blüten-Hartriegels (Cornus kousa) mit vier kronblattartigen Brakteen.

Pseudanthien kommen in den folgenden Familien vor:
- Centrolepidaceae
- Doldenblütler (Apiaceae), hier wird das Pseudanthium Dolde genannt.
- Eidechsenschwanzgewächse (Saururaceae)
- Glockenblumengewächse (Campanulaceae)
- Hartriegelgewächse (Cornaceae)
- Kardengewächse (Caprifoliaceae: Dipsacoideae)
- Korbblütler (Asteraceae), hier wird das Pseudanthium Korb genannt.
- Kuchenbäume (Cercidiphyllaceae)
- Maulbeergewächse (Moraceae), hier wird das Pseudanthium „Hypanthodium“ genannt.
- Rötegewächse (Rubiaceae)
- Sauergräser (Cyperaceae)
- Silberbaumgewächse (Proteaceae)
- Süßgräser (Poaceae)
- Triuridaceae
- Wolfsmilchgewächse (Euphorbiaceae), das spezielle Pseudanthium der Wolfsmilch (Euphorbia) heißt Cyathium.
- Zaubernussgewächse (Hamamelidaceae)